# IC 1757
IC 1757 је галаксија у сазвјежђу Кит која се налази на листи објеката дубоког неба у Индекс каталогу.
Деклинација објекта је - 0° 28' 25" а ректасцензија 1h 57m 11,5s. Привидна величина (магнитуда) објекта IC 1757 износи 15,7 а фотографска магнитуда 16,5.